# Сас, Тибор
Тибор Сас (венг. Szász Tibor; 9 июня 1948, Трансильвания — 22 апреля 2025) — пианист и музыковед, педагог. Родился в Румынии в венгерской семье, долгое время жил в США, а затем в Германии.
Учился в Румынии, впервые выступил с оркестром в 16-летнем возрасте, в 1967 году выиграл Международный конкурс имени Энеску в Бухаресте. В 1968 году впервые выступил с гастролями в ФРГ. В дальнейшем совершенствовал своё мастерство в США под руководством Леона Флейшера, Теодора Летвина, Рассела Шермана, Миклоша Швальба и др. Получил степень доктора музыки в Мичиганском университете. В 1974 году удостоен первой премии на Международном конкурсе пианистов имени Капелла.
Как исполнитель Сас специализируется, главным образом, на творчестве Бетховена; среди его записей также сочинения Шопена, Листа, Мендельсона, Шуберта, Бартока. Преподавательская карьера Саса протекала в Дейтонском университете и Университете Дьюка, с 1993 года он являлся профессором Фрайбургской Высшей школы музыки. Как музыковед Сас опубликовал ряд значительных статей о творчестве Моцарта, Бетховена и Листа — интерес специалистов вызвала, в частности, статья «Символика Божественного и дьявольского у Листа и её раскрытие в программе Сонаты си-бемоль минор» (англ. Liszt's Symbols for the Divine and Diabolical: Their Revelation of a Program in the B minor Sonata; Journal of the American Liszt Society, June 1984).
Скончался 22 апреля 2025 года.